# Résistance nationale (Yémen)
Ne doit pas être confondu avec Résistance populaire (Yémen) ou Résistance de Tihama.

Carte de la situation actuelle de la guerre civile du Yémen.
Territoire contrôlé par les loyalistes.
Territoire contrôlé par les Houthis.
Territoire contrôlé par les djihadistes d'AQPA et de l'EI au Yémen.
Territoire contrôlé par le Conseil de transition du Sud.

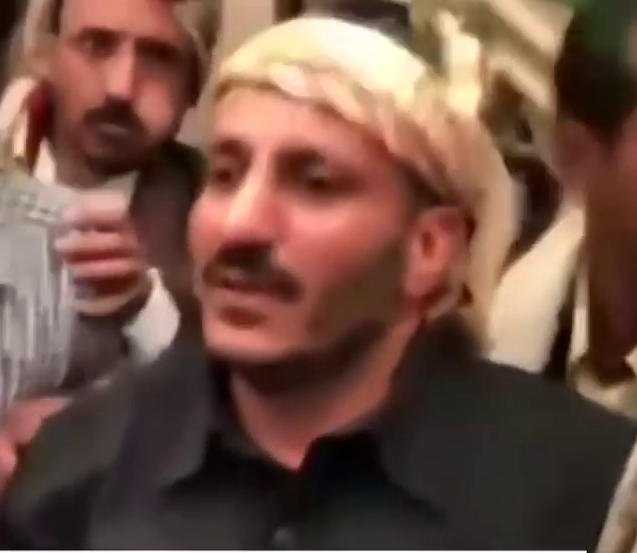
Tarek Saleh

La Résistance nationale (arabe : المقاومة الوطنية) est un groupe armé actif lors de la guerre civile yéménite. Le groupe a été fondé par Tarek Saleh, neveu de l'ancien président Ali Abdallah Saleh, assassiné en 2017 par les Houthis.
La Résistance nationale combat les Houthis dans la région d'al-Hodeïda et de Taëz. Elle prend ainsi part à la bataille d'al-Hodeïda. En 2020, elle contrôle le sud ouest du pays.